# Taningia danae
Taningia danae, el Calamar Dana, también conocido como Pulpo Pota o Choupón es una especie de calamar perteneciente a la familia Octopoteuthidae. Es una de las especies más grandes de calamar conocidas, alcanzando una longitud de 1,7 metros en el manto y una longitud total de 2,3 metros. El ejemplar más grande conocido, una hembra madura, pesó 161,4 kilogramos.
Taningia danae lleva el nombre del biólogo danés Åge Vedel Taning (1890-1958), quien a menudo viajaba en el buque de investigación Dana.

## Comportamiento
En 2005, un equipo de investigación japonés encabezado por Tsunemi Kubodera logró grabar un T. danae en su hábitat natural por primera vez. El vídeo, filmado en aguas profundas frente a Chichi-jima, en el norte del Océano Pacífico, muestra un T. danae emitiendo destellos cegadores de luz de fotóforos con sus brazos, ya que así ataca a sus presas. Se cree que este calamar utiliza los destellos brillantes para desorientar a la presa potencial. Estos destellos también pueden servir para iluminar a la presa para hacer más fácil la captura. También se especula que los utilicen como cortejo en el apareamiento.
En 2012, un Taningia danae fue filmado dos veces más durante la búsqueda del calamar gigante para el especial de Discovery Channel, Monster Squid: El gigante es real.
Un nuevo ejemplar apareció en febrero de 2013 cuando un arrastrero español capturó un ejemplar de esta especie, de 54 kilos y 103 centímetros, frente a Estaca de Bares (Provincia de la Coruña), a unos 250 metros de profundidad. En febrero de 2014, hallaron otro individuo de esta especie frente a la costa de Lastres (Asturias) a una profundidad de alrededor de 500 metros, pero siendo este de mucho menor tamaño (5,7 kg).